# Akemi
Akemi (あけみ) est un prénom japonais féminin. Il signifie « beauté naissante » ou « belle aube ». Ce prénom est surtout donné à des filles, mais il convient également aux garçons.

## Personnalités
- Akemi Kanda (神田 朱未?, née en 1978), seiyū (doubleuse d'anime) japonaise.
- Akemi Negishi (根岸 明美?, 1934-2008), actrice japonaise.
- Akemi Noda (野田 朱美?, née en 1969), joueuse de football japonaise.
- Akemi Okamura (岡村 明美?, née en 1969), seiyū (doubleuse d'anime) japonaise et narratrice.
- Tachibana Akemi (橘 曙覧?, 1812-1868), érudit classique et poète japonais.
- Akemi Takada (高田 明美?, née en 1955), illustratrice japonaise et une dessinatrice de personnages d'anime.

## Personnages de fiction
- Akemi (朱美?), un personnage dans le manga Vagabond.
- Akemi Miyano (宮野 明美?), un personnage du manga et anime Détective Conan.
- Akemi Roppongi (六本木 朱美?), un personnage dans le manga Maison Ikkoku, connu en France sous le nom Juliette, je t'aime.
- Homura Akemi (暁美 ほむら?), un personnage dans l'anime Puella Magi Madoka Magica.